# Settingiano
Settingiano község (comune) Olaszország Calabria régiójában, Catanzaro megyében.

## Fekvése
A megye központi részén fekszik, a Corace völgyében. Határai: Caraffa di Catanzaro, Catanzaro, Marcellinara és Tiriolo.

## Története
A 9. században a szaracénok által elpusztított Rocca Falluca lakosai alapították. Középkori épületeinek nagy része az 1783-as calabriai földrengésben elpusztult. A 19. század elején vált önálló községgé, amikor a Nápolyi Királyságban felszámolták a feudalizmust.

## Népessége
A népesség számának alakulása:

## Főbb látnivalói
- San Martino Vescovo-templom